# مسابقه کمیکار
کمیکار یک مسابقه دانشجویی برای دانشجویان رشته مهندسی شیمی است که سالانه در جهان برگزار می‌شود. این مسابقه در دو بخش طراحی پوستر و پژوهشی برگزار می‌شود. در این مسابقه شرکت‌کنندگان باید خودروهایی بسازند که از یک اندازه بزرگ‌تر نبوده و بتواند راهی را که از کم وبیش آن اندکی پیش از مسابقه آگاه می‌شوند با حمل میزانی از آب که اندکی پیش از مسابقه اعلام می‌شود بپیماید. نیروی پیش‌راننده این خودروها باید یک ماده شیمیایی باشد که محیط زیست را آلوده نکرده و هیچ گاز یا مایعی دیده‌شدنی را پدید نیاورد و هیچ باتری تجاری در ساخت آن‌ها به کار نرفته باشد. این مسابقه در کشور آمریکا به وسیله انجمن مهندسان شیمی آمریکا(AIChE) میزبانی می‌شود.